# Medzianky
Medzianky (bis 1946 slowakisch „Megeš“; ungarisch Tapolymegyes – bis 1907 Megyes) ist eine Gemeinde im Osten der Slowakei mit 310 Einwohnern (Stand 31. Dezember 2024), die im Okres Vranov nad Topľou, einem Teil des Prešovský kraj, liegt.

## Geographie

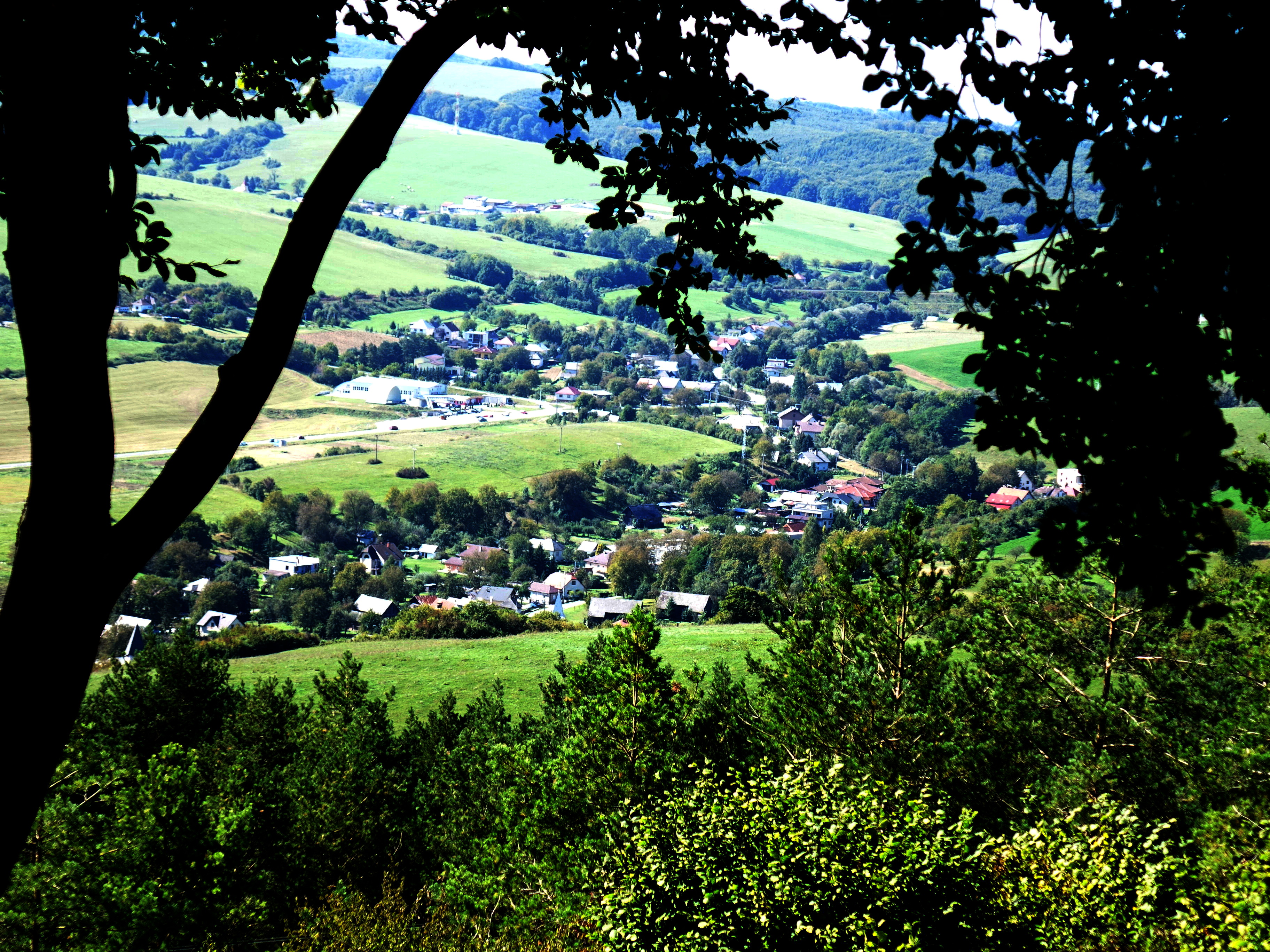
Medzianky

Die Gemeinde befindet sich zwischen den Niederen Beskiden und dem Gebirge Slanské vrchy, im Tal des Baches Medziansky potok im Einzugsgebiet der Topľa. Das Ortszentrum liegt auf einer Höhe von 231 m n.m. und ist dreieinhalb Kilometer von Hanušovce nad Topľou, 20 Kilometer von Prešov sowie 27 Kilometer von Vranov nad Topľou entfernt.
Nachbargemeinden sind Radvanovce im Nordwesten und Norden, Babie im Norden, Vlača im Nordosten, Hanušovce nad Topľou im Osten, Südosten und Süden und Pavlovce im Südwesten und Westen.

## Geschichte

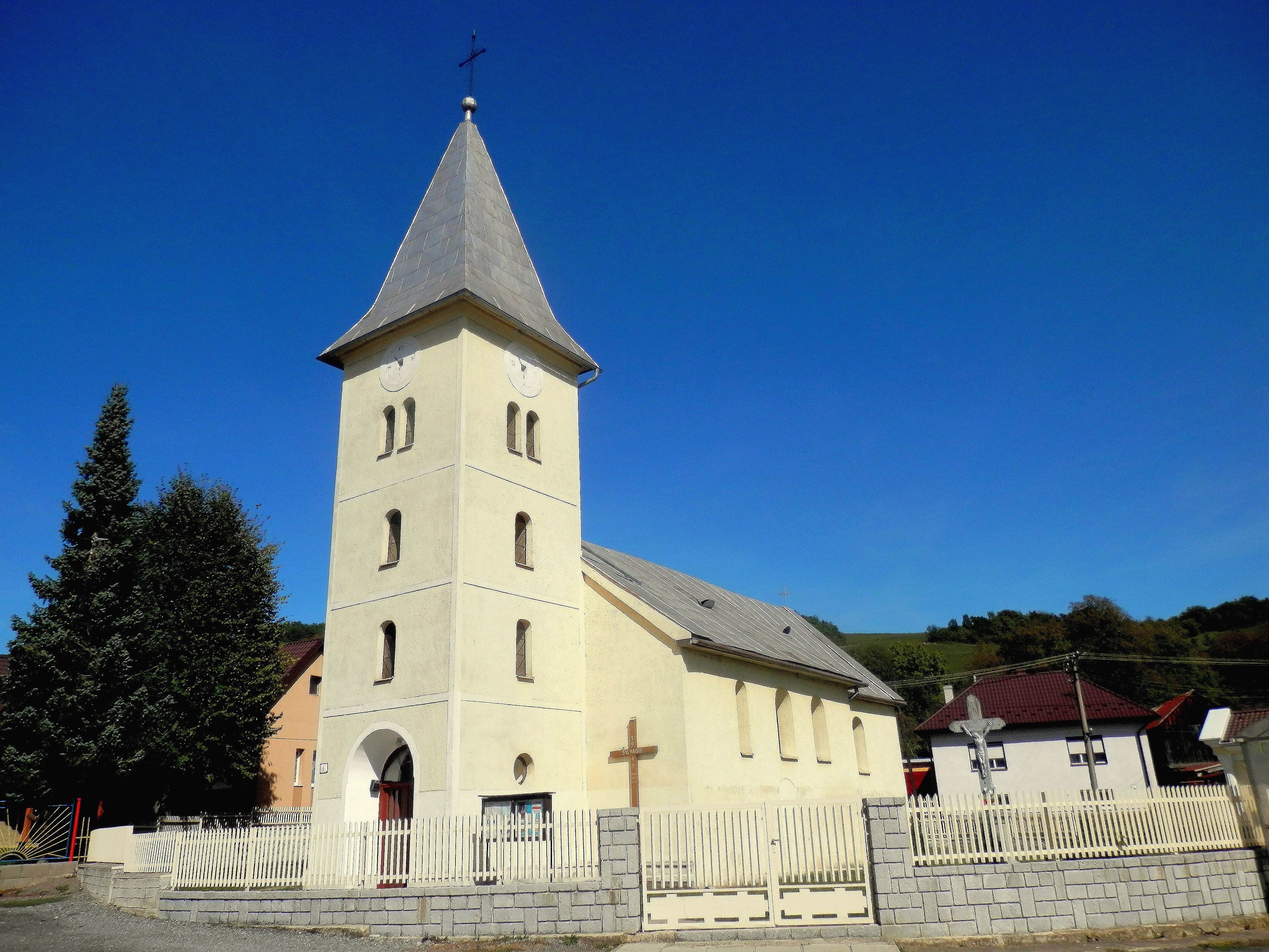
Römisch-katholische Kirche im Ort

Medzianky wurde zum ersten Mal 1212 als Mediasmaiele schriftlich erwähnt, weitere historische Bezeichnungen sind unter anderen Medies (1312), Meges (1427) und Medyes (1773). 
Das Dorf entstand unweit einer Burgstätte auf dem Berg Zámek und war zur Zeit der Ersterwähnung per Donation von Andreas II. an die Ritter des heiligen Grabes aus Chmeľov geschenkt. 1313 kam es per Tausch zum Besitz von Kokos Berzeviczy, 1319 kaufte das Geschlecht Aba aus Drienov die Güter. 1427 wurden 27 Porta verzeichnet, und das Dorf war damals Besitz der Familie Soós aus Solivar, im 19. Jahrhundert besaß die Familie Dessewffy die Ortsgüter.
1787 hatte die Ortschaft 34 Häuser und 236 Einwohner, 1828 zählte man 32 Häuser und 250 Einwohner, die als Landwirte und Viehzüchter tätig waren.
Bis 1918 gehörte der im Komitat Sáros liegende Ort zum Königreich Ungarn und kam danach zur Tschechoslowakei beziehungsweise heute Slowakei. Auch in der Zeit der ersten tschechoslowakischen Republik war Medzianky ein landwirtschaftlich geprägtes Dorf. Nach dem Zweiten Weltkrieg wurde die örtliche Einheitliche landwirtschaftliche Genossenschaft (Abk. JRD) im Jahr 1957 gegründet, ein Teil der Einwohner pendelte zur Arbeit in Betriebe in Prešov.

## Bevölkerung
| Jahr                | 1994 | 2004    | 2014    | 2024    |
| ------------------- | ---- | ------- | ------- | ------- |
| Anzahl der Personen | 300  | 317     | 293     | 310     |
| Unterschied         |      | +5,66 % | −7,57 % | +5,80 % |

| Jahr                | 2023 | 2024    |
| ------------------- | ---- | ------- |
| Anzahl der Personen | 309  | 310     |
| Unterschied         |      | +0,32 % |

Nach der Volkszählung 2011 wohnten in Medzianky 300 Einwohner, davon 295 Slowaken und ein Tscheche. Vier Einwohner machten keine Angabe zur Ethnie.
140 Einwohner bekannten sich zur Evangelischen Kirche A. B., 130 Einwohner zur römisch-katholischen Kirche, 21 Einwohner zu den Brethren und sieben Einwohner zur griechisch-katholischen Kirche. Bei zwei Einwohnern wurde die Konfession nicht ermittelt.

## Bauwerke und Denkmäler
- römisch-katholische Kirche Erzengel-Michael-Kirche, eine ursprünglich gotische Kirche aus dem frühen 14. Jahrhundert, im Jahr 1748 umfassend umgebaut[6]
- evangelische Toleranzkirche aus dem Jahr 1783, 1830 um den Turm ergänzt
- Ruine einer mittelalterlichen Burg oberhalb des Ortes

## Verkehr
Nach Medzianky führt die Cesta III. triedy 3602 („Straße 3. Ordnung“) als Abzweig der Cesta I. triedy 18 („Straße 1. Ordnung“) zwischen Lipníky und Vranov nad Topľou.